# Arao (Kumamoto)
Arao (Japans: 荒尾市, Arao-shi) is een Japanse stad in de prefectuur Kumamoto. In 2014 telde de stad 53.762 inwoners.

## Geschiedenis
Op 1 april 1942 kreeg Arao het statuut van stad (shi). Dit gebeurde na het samenvoegen van de toenmalige gemeente Arao en 4 dorpen.
Steden:
Amakusa · Arao · Aso · Hitoyoshi · Kami-Amakusa · Kikuchi · Koshi · Kumamoto (hoofdstad) · Minamata · Tamana · Uki · Uto · Yamaga · Yatsushiro

Districten:
Amakusa · Ashikita · Aso · Kamimashiki · Kikuchi · Kuma · Shimomashiki · Tamana · Yatsushiro
Gemeenten per district